# Francesco II. d’Este

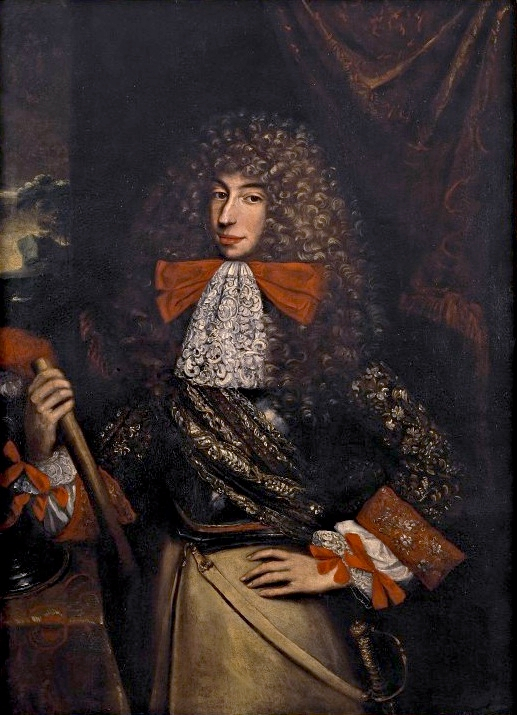
Francesco II. d’Este

Francesco II. d’Este (* 6. März 1660; † 6. September 1694) aus dem Hause Este war der Sohn von Laura Martinozzi und des Herzogs Alfonso IV. d’Este von Modena und Reggio. Am 6. Juli 1662 wurde er dessen Nachfolger.
Francesco II. heiratete am 14. Juli 1692 Margherita Farnese (* 24. November 1664; 17. Juni 1718), die Tochter des Herzogs Ranuccio II. Farnese von Parma. Da die Ehe kinderlos blieb, erbte sein Onkel, der Kardinal Rinaldo d’Este (1655–1737), die Herzogtümer.
1689 widmete ihm Arcangelo Corelli sein Op. 3 (12 Sonate a tre). 1674 hatte der in Reggio ansässige Komponist Francesco Asioli ihm als Gönner sein erstes Gitarrenwerk gewidmet.